# Roanoke (Virginia)
Roanoke megyei jogú város az USA Virginia államában, Denton megyében. A város a hasonnevű megye területén fekszik, de közigazgatásilag nem része annak. Lakosainak száma 100 011 fő (2020. április 1.).

## Népesség
A település népességének változása:
| Lakosok száma | 97 032 | 96 734 | 97 764 | 98 465 | 99 897 | 100 011 |
|               | 2010   | 2011   | 2012   | 2013   | 2015   | 2020    |